# Leucophenga maculosa
Leucophenga maculosa är en tvåvingeart som först beskrevs av Daniel William Coquillett 1895.  Leucophenga maculosa ingår i släktet Leucophenga och familjen daggflugor. Inga underarter finns listade i Catalogue of Life.